# 카멜라
《카멜라》(스페인어: Carmela)는 2014년 방영된 필리핀의 드라마이다.